# Soglio
Soglio, (Seuli o Seuri en piemontès) és un municipi situat al territori de la província d'Asti, a la regió del Piemont (Itàlia).
Limita amb els municipis de Camerano Casasco, Cortanze, Cortazzone, Montechiaro d'Asti, Piea, i Viale.
Pertanyen al municipi les frazioni de Meridiana.